# Тайные дневники мисс Энн Листер
«Тайные дневники мисс Энн Листер» (англ. The Secret Diaries of Miss Anne Lister) — телевизионная мелодрама 2010 года режиссёра Джеймса Кента. Фильм основан на дневниках Анны Листер (1791—1840), английской землевладелицы из Йоркшира. Часть дневников была зашифрована и раскодирована лишь спустя сто лет. В дневниках Анна Листер подробно описывает свою жизнь, любовные отношения с женщинами, финансовые заботы и работы по содержанию поместья — Шибден-холла.

## Сюжет
Анна Листер живёт вместе с дядей и тётей в поместье Шибден-Холл. Она влюблена в Марианну Белкомб, и та отвечает ей взаимностью. Но Марианна соглашается на брак с Чарльзом Лоутоном. Она считает, что это защитит их отношения с Анной от сплетен. Анна поражена предстоящим замужеством, но ради любви к Марианне соглашается ждать. Марианн считает, что после смерти мужа, которому уже весьма много лет, она, получив статус добропорядочной вдовы, сможет взять Анну к себе как компаньонку, и они будут жить вместе, не вызывая подозрений.
Мучительное расставание с Марианной Анна заполняет самообучением. Она изучает языки, литературу, много читает. Но все мысли её о возлюбленной. Лишь приезд старой подруги Тиб немного скрашивает её дни. Однако, одиночество для неё невыносимо. Она снова и снова просит Марианну оставить мужа и переехать к ней. Марианна просит подождать.
Тем временем умирает дядя Анны, и она наследует родовое поместье — Шибден-холл. Ей кажется, что теперь ничто не может помешать ей быть вместе с Марианной. Она зовёт её к себе на правах владелицы дома. Но даже теперь Марианна боится огласки. Возможные сплетни и слухи пугают её. Анна осознаёт, что страхи Марианны больше её любви, и разрывает отношения.
Не желая поддаваться мрачным чувствам, она с упоением берётся за новое дело — управление угольными шахтами на принадлежащих ей землях. Тут же происходит её знакомство с соседкой — Энн Уокер, у которой во владениях также есть месторождения. Организовав с ней общее дело, Анна обнаруживает в ней ту, для которой чувства важнее общественного мнения. Теперь, наконец, она сможет разделить своё сердце с любимым человеком, несмотря ни на какую огласку.

## Актёрский состав
| В ролях          |  | Персонаж               |
| ---------------- |  | ---------------------- |
| Максин Пик       |  | Анна Листер            |
| Анна Мэделей     |  | Марианна Белкомб       |
| Сьюзан Линч      |  | Изабелла «Тиб» Норклиф |
| Кристин Боттомли |  | Энн Уокер              |
| Алан Дэвид       |  | дядя Анны Листер       |
| Джемма Джонс     |  | тётя Анны Листер       |

| В ролях           |  | Персонаж         |
| ----------------- |  | ---------------- |
| Риченда Кэри      |  | миссис Пристли   |
| Майкл Калкин      |  | Чарльз Лоутон    |
| Дин Леннокс Келли |  | Кристофер Роусон |
| Тина О'Брайен     |  | мисс Браун       |
| Тесса Пик-Джонс   |  | миссис Роусон    |